# Three Wooden Crosses
«Three Wooden Crosses» — песня американского кантри-певца Рэнди Трэвиса, вышедшая в качестве 1-го сингла с его 14-го студийного альбома Rise and Shine (2002). Автором песни выступили Ким Уильямс и Дуг Джонсон и она стала первым с 1994 года хитом Трэвиса (после Whisper My Name), достигшим первого места в кантри-чарте (в 16-й раз в карьере певца).
Песня получила несколько наград и номинаций, включая от Ассоциации кантри-музыки CMA Awards, в том числе, в престижной категории «Лучшая песня года» (Song of the Year). Также была награда Dove Award от ассоциации Gospel Music Association в категории Country Song of the Year в 2004 году.

## Награды и номинации
Источник:.
| Награда       | Категория                       | Результат |
| ------------- | ------------------------------- | --------- |
| CMA Awards    | Песня года (Song of the Year)   | Победа    |
| CMA Awards    | Сингл года (Single of the Year) | Номинация |
| ACM Awards    | Песня года (Song of the Year)   | Победа    |
| ACM Awards    | Single Record of the Year       | Номинация |
| Grammy Awards | Лучший мужской кантри-вокал     | Номинация |

## Чарты и сертификации

### Еженедельные чарты
| Чарт (2002-03)                    | Высшая позиция |
| --------------------------------- | -------------- |
| США (Billboard Hot Country Songs) | 1              |
| США (Billboard Hot 100)           | 31             |

### Итоговые годовые чарты
| Чарт (2003)                  | Позиция |
| ---------------------------- | ------- |
| US Country Songs (Billboard) | 17      |